# Mongoleninvasionen in Korea

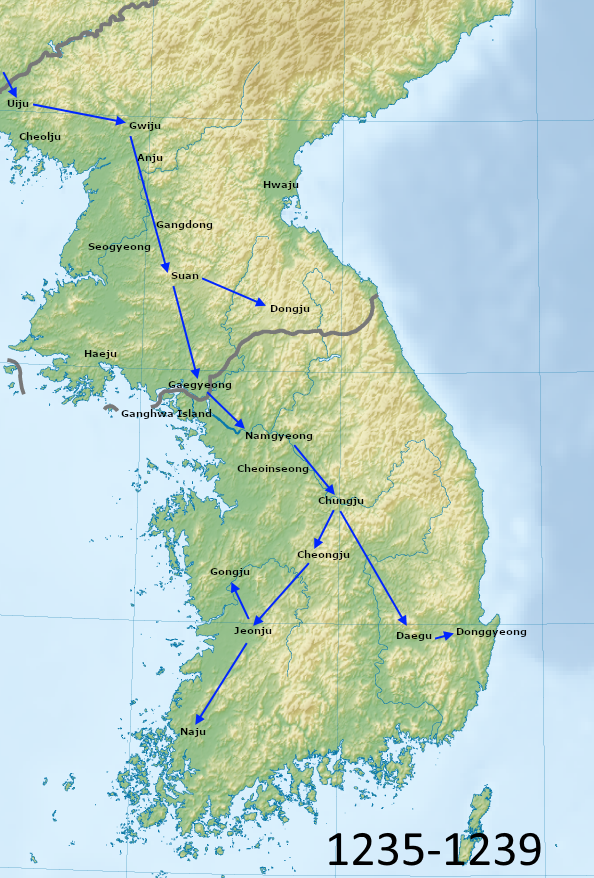
Karte der Mongoleninvasionen in Korea

Die Mongoleninvasionen in Korea umfassten in den Jahren zwischen 1231 und 1270 eine Reihe von Kampagnen des Mongolischen Reiches gegen das koreanische Reich Goryeo. Es gab sechs größere Kampagnen mit zahlreichen Opfern unter der Zivilbevölkerung auf der gesamten Koreanischen Halbinsel. Letztendlich musste sich Goryeo unterwerfen und wurde für 80 Jahre in ein Bündnis mit der mongolischen Yuan-Dynastie gezwungen.

## Anfängliche Kampagnen
Gojong war der dreiundzwanzigste König der Goryeo-Dynastie. 1225 verlangte das Mongolische Reich Tributgüter von Goryeo, der mongolische Gesandte Chu-ku-yu wurde dabei jedoch umgebracht. Dies nahmen die Mongolen zum Vorwand für eine Invasion Goryeos.
1231 befahl Ögedei Khan die Invasion der Koreanischen Halbinsel. Das Kommando über die erfahrene mongolische Armee wurde dem General Sartai (nicht zu verwechseln mit Sartaq, einem späteren Khan) übertragen. Die Armee setzte über den Yalu und zwang die Grenzstadt Uiju schnell zur Kapitulation. Der militärische Führer von Goryeo, Choe U, mobilisierte so viele Soldaten wie möglich in seiner Armee, die größtenteils aus Infanterie bestand. Bei Anju und Kusong kam es zu ersten größeren Zusammenstößen zwischen den verfeindeten Armeen: die Mongolen nahmen Anju, mussten sich jedoch nach der Belagerung von Kusong wieder zurückziehen. Um einen langwierigen Belagerungskrieg zu vermeiden, umging Sartai mit seiner an Mobilität überlegenen Armee die Truppen von Goryeo und griff die Hauptstadt Kaesong direkt an. Einige Einheiten der Mongolen erreichten sogar Chungju in der Mitte der Koreanischen Halbinsel, ihr Vormarsch wurde jedoch von einer Sklavenarmee unter dem Kommando von Ji Gwang-su aufgehalten. In dem Bewusstsein, dass es den Invasoren nach dem Fall der Hauptstadt nicht mehr standhalten konnte, bat Goryeo um Frieden. Die Mongolen forderten zehntausend Otterhäute, zwanzigtausend Pferde, zehntausend Ballen Seide, Bekleidung für eine Million Soldaten und eine große Zahl an Kindern und Handwerkern als Sklaven und Bedienstete für das Mongolische Reich. General Sartai begann im Frühjahr 1232, seine Hauptverbände nach Norden abzuziehen. Er ließ jedoch 72 Verwaltungsbeamte im nordwestlichen Goryeo zurück, um sicherzustellen, dass die Friedensbedingungen eingehalten wurden.
1232 befahl Choe U gegen die Einwände von König Gojong und seinen zivilen Offiziellen die Verlegung des königlichen Hofes und eines Großteils der Bevölkerung von Kaesong auf die Insel Ganghwado in der Bucht von Gyeonggi und die Errichtung von Verteidigungsanlagen. Hierbei nutzte Choe U die Schwäche der Mongolen zur See aus. Die Regierung requirierte jedes verfügbare Schiff und jede Barke für den Transport von Nachschub und Truppen nach Ganghwado. Die Evakuierung war so spontan, dass König Gojong selbst in einem lokalen Wirtshaus nächtigen musste. Die Regierung wies zudem die einfache Bevölkerung an, sich vom Land in die befestigten Städte und Bergzitadellen oder auf nah am Ufer gelegene Inseln zu begeben. Die Insel Ganghwado selbst war zur Festung ausgebaut. Kleinere Festen wurden auch auf der dem Festland zugewandten Seite der Insel gebaut und eine doppelte Mauer über die Kämme des Munsusan errichtet.
Die Mongolen protestierten gegen dieses Vorgehen und unternahmen unverzüglich einen weiteren Angriff. Die mongolische Armee wurde dabei von einem Verräter aus Pjöngjang namens Hong Bok-won geführt und konnte den Großteil der nördlichen Halbinsel besetzen. Trotz Vorstößen in den südlichen Teil Koreas waren die Mongolen nicht in der Lage, die Insel Ganghwado zu erobern, obwohl diese nur wenige Kilometer vor der Küste lag. Auch bei Gwangju wurden sie abgewehrt und der General Sartai von dem Mönch Kim Yun-hu während der Schlacht von Cheoin in der Nähe von Yongin getötet, sodass sich die Mongolen erneut zurückziehen mussten. Es war dies der erste von zwei Fällen, in denen ein mongolischer Befehlshaber im Kampf fiel (das zweite Mal geschah dies während der Schlacht bei ʿAin Dschālūt im Jahr 1260, als Kitbukha umkam).

## Dritte Kampagne und Vertrag
1235 begannen die Mongolen eine Kampagne, die Teile der Provinzen Gyeongsang und Jeolla verheerte. Der Widerstand der Bevölkerung war stark und der Königshof auf Ganghwado unternahm Versuche, seine Festung zu verstärken. Zwar konnte Goryeo einige Siege erringen, aber sein Militär und irreguläre Einheiten konnten die Invasion letztendlich nicht abwehren. König Gojong befahl 1236 die Wiederherstellung der Tripitaka Koreana, die während der Kämpfe von 1232 zerstört worden waren. Für die Herstellung dieser Sammlung Buddhistischer Schriften benötigte man 15 Jahre und ca. 81.000 Holzblöcke. Die Sammlung ist bis heute erhalten geblieben. Nachdem die Mongolen vergeblich versuchten, Ganghwado und einige Bergfestungen auf dem Festland einzunehmen, begannen sie, landwirtschaftliche Anbauflächen zu verwüsten in dem Versuch, die Bevölkerung auszuhungern. Als sich schließlich einige Festungen ergaben, töteten die Mongolen alle, die sich ihnen widersetzt hatten.
1238 lenkte Goryeo ein und bat um Frieden. Die Mongolen zogen sich in der Folge unter der Bedingung, dass Angehörige der königlichen Familie als Geiseln gestellt würden, zurück. Da der Hof von Goryeo jedoch ein nicht verwandtes Mitglied des Königshauses schickte, verlangten die Mongolen erbost, den Rückzug der koreanischen Marine und die Verlegung des Königshofes zurück auf das Festland. Weiterhin forderten sie die Auslieferung aller antimongolischen Bürokraten und erneut Mitglieder der Königsfamilie als Geiseln. Daraufhin sandten die Koreaner eine entfernt verwandte Prinzessin und zehn Söhne und Töchter von Adligen.

## Vierte und fünfte Kampagne
1247 begannen die Mongolen ihren vierten Feldzug gegen Goryeo, wobei sie erneut die Rückkehr der Hauptstadt nach Songdo sowie Geiseln aus der königlichen Familie verlangten. Güyük Khan entsandte Amuqan nach Korea, wo die mongolische Streitmacht im gleichen Jahr in der Nähe von Yeomju ihr Feldlager aufschlugen. Nachdem König Gojong von Goryeo sich erneut geweigert hatte, seine Hauptstadt von der Insel Ganghwado nach Songdo zu verlegen, plünderten Amuqans Truppen die Koreanische Halbinsel. Mit dem Tod Güyüks im folgenden Jahr, zogen sich die Mongolen jedoch vorerst zurück. Dennoch kam es bis 1250 immer wieder zu Einfällen der Mongolen.
Mit dem Herrschaftsantritt von Möngke Khan im Jahre 1251 erneuerten die Mongolen ihre Forderungen gegenüber Korea. Möngke Khan entsandte Emissäre nach Goryeo, um seine Krönung im Oktober 1251 bekannt zu geben. Außerdem verlangte er, dass Gojong ihm persönlich huldigte und den Königshof von Ganghwado aufs Festland verlegte. Aufgrund des fortgeschrittenen Alters von Gojong kam der Hof von Goryeo dieser Aufforderung jedoch nicht nach. Eine weitere Gesandtschaft Möngkes kritisierte die Goryeo-Offiziellen, weil deren König nicht den Anordnungen seines Lehnsherrn Folge leistete. Möngke verfügte daher, dass Prinz Yeku das Kommando über eine neue Invasionsarmee gegen Korea übertragen werde. Ein Koreaner am Hofe Möngkes überzeugte den Khan jedoch, den Feldzug bis Juli 1253 aufzuschieben.
Als die mongolische Forderung nach Kapitulation vom koreanischen Hof zurückgewiesen wurde, verheerte eine Armee unter Jalairtai Qorchi die Koreanische Halbinsel in Zusammenarbeit mit koreanischen Deserteuren erneut. Die koreanische Seite versammelte die einfache Bevölkerung in Bergfestungen und Inseln. Als Yekus Gesandtschaft eintraf, empfing Gojong diese persönlich in seinem neuen Palast Shin Chuanbuk. Der koreanische König erklärte sich schließlich einverstanden, die Hauptstadt zurück auf das Festland zu verlegen und seinen Stiefsohn Angyeong als Geisel zu übergeben. Die Mongolen stimmten daraufhin einem Waffenstillstand für 1254 zu.

## Sechste Kampagne und Friedensschluss
Als die Mongolen jedoch sechs Monate später erfuhren, dass hochrangige koreanische Beamte auf Ganghwado verblieben waren und diejenigen, die mit den Mongolen verhandelt hatten, bestraft worden waren, starteten sie in den Jahren zwischen 1253 und 1258 unter ihrem Feldherrn Jalairtai in einer letztliche erfolgreichen Kampagne vier weitere verheerende Einfälle nach Korea.
Möngke realisierte, dass die Geisel kein Prinz von königlichem Geblüt war. Also bezichtigte Mögnke den Hof von Goryeo des Betrugs und der Ermordung der Familie Yi Hyeongs, eines promongolischen Generals. Jalairtai verwüstete Korea und nahm allein 1254 angeblich 206.800 Geiseln 
Hungersnöte und Verzweiflung zwangen die Landbevölkerung schließlich, sich den Mongolen zu ergeben. Diese errichteten eine Chiliarchie in Yonghung mithilfe lokaler Beamter. Die Mongolen begannen ab 1255 mit der Hilfe von Überläufern Schiffe zu bauen, um die der Küste vorgelagerten Inseln anzugreifen. Auf der Liaodong-Halbinsel siedelten die Mongolen außerdem koreanische Überläufer und ihre Familien an. 1258 initiierten der koreanische König und Kim Unjin, ein ehemaliger Gefolgsmann des Choe-Clans, einen Putsch, töteten Choe Eui, den letzten Diktator aus dem Hause Choe, und ersuchten um Frieden. Als der Hof von Goryeo letztlich den zukünftigen König Weonjong als Geisel an den mongolischen Hof schickte und das Versprechen abgab, nach Kaesong zurückzukehren, zogen sich die Mongolen aus Zentralkorea zurück.
Innerhalb Goryeos gab es zwei Faktionen: die Literati, die gegen einen Krieg mit den Mongolen eingestellt war, und die Militärjunta, die unter der Führung des Choe-Clans den Krieg fortführen wollte. Nachdem der letzte Choe-Diktator von der Literati-Faktion ermordet worden war, wurde im folgenden Jahr ein Friedensvertrag unterzeichnet. Der Vertrag erlaubte die Aufrechterhaltung der Souveränität und die Erhaltung der traditionellen Kultur Goryeos vor. Dies bedeutete, dass die Mongolen ihr Ziel, Korea ihrem Reich direkt einzuverleiben, aufgegeben hatten und Goryeo als Vasallenstaat weitgehende Autonomie gewährten. Die koreanischen Könige heirateten fortan mongolische Prinzessinnen, und die aus diesen Verbindungen hervorgegangenen Thronfolger verbrachten ihre Jugend am Hof der Yuan-Dynastie in Peking.

## Die Phase mongolischer Dominanz
Streitigkeiten innerhalb des koreanischen Hofes über den Friedensschluss mit den Mongolen hielten bis 1270 an.
Seit Choe Chung-heon war Goryeo eine Militärdiktatur, welche von der mächtigen Privatarmee der Choe-Familie beherrscht wurde. Nachdem die Anhänger der Militärs König Weonjong nach dem Friedensschluss mit den Mongolen abgesetzt hatten, wurde er alsbald mit Hilfe der Mongolen wieder eingesetzt. Als 1270 bekannt wurde, dass der Hof nach Kaesong zurückverlegt würde, rebellierten in einem letzten Aufbäumen des antimongolischen Widerstands die Elitentruppen der Sambyeolcho. Die Rebellion konnte jedoch dem militärischen Druck der von den Mongolen unterstützten Regierungstruppen nicht standhalten. Als 1273 mit der Insel Jeju die letzte Bastion der Aufständischen erobert wurde, begingen die überlebenden Anführer Selbstmord.
Für die nächsten ca. 80 Jahre war Korea ein Vasall und Zwangsverbündeter der mongolischen Yuan-Dynastie. Die mongolischen und koreanischen Eliten waren auch über gegenseitige Heirat miteinander verbunden. So heiratete während der Herrschaft Kublai Khans König Chungnyeol von Goryeo eine Kublais Töchtern. So kam es, dass später die koreanische Prinzessin Gi Jao (Öljei Khutugh) durch Heirat mit Toghan Timur (Ukhaantu Khan) zur Kaiserin Qi aufsteigen konnte. Ihr Sohn war als Biligtü Khan von 1370 bis 1378 Khan der Mongolen.
Die Könige von Goryeo hatten einen wichtigen Status, ähnlich dem anderer einflussreicher Familien der Mardin, Uiguren und der Mongolen (Oirat, Hongirat, and Ikeres). Einer der Goryeo Monarchen soll der Lieblingsenkel von Kublai Khan gewesen und am Hof der Yuan aufgewachsen sein. Die mongolischen Darughachi (Gouverneure) am Hof von Goryeo erhielten Provisionen und mischten sich zeitweise in die inneren Angelegenheiten des Hofes ein.
Teile der Insel Jeju wurden in Weiden für die dort stationierte mongolische Kavallerie umgewandelt. Bis zum heutigen Tag haben sich einige mongolische Begriffe im Dialekt der Insel Jeju erhalten. Weiterhin förderte die mongolische Herrschaft of Eurasien den kulturellen Austausch. Die beinhaltete die Verbreitung koreanischer Erfindungen in andere Teile des mongolisch beherrschten Reiches.
Die Goryeo-Dynastie überlebte unter dem Einfluss der mongolischen Yuan-Dynastie, bis sie um 1350 damit begann, die Mongolischen Garnisonen zurückzudrängen. Zu dieser Zeit war die mongolische Herrschaft aufgrund von massiven Aufständen in China bereits ins Wanken gekommen. Der König von Goryeo Gongmin nutze dies, um die Gebiete im Norden wieder unter seine Kontrolle zu stellen.